# Akademicki Chór Organum
Akademicki Chór „Organum” – zespół muzyczny, który powstał w roku 1969 z inicjatywy krakowskiego pedagoga i organisty – Bogusława Grzybka, działający pod patronatem Klubu Inteligencji Katolickiej w Krakowie.
Chór współpracuje z polskimi filharmoniami, Filharmonią Lwowską, z Operą Krakowską i Warszawską Operą Kameralną oraz teatrami Krakowa. Zespół posiada w swym repertuarze: koncerty muzyki poważnej wokalno-instrumentalnej, pieśni patriotyczne, kolędy, jest organizatorem festiwalu „Dni muzyki Grzegorza Gerwazego Gorczyckiego” – ostatnia dekada kwietnia w lata parzyste. 
Współpracuje z zagranicznymi i krajowymi zespołami na zasadach wymiany. Jest stałym uczestnikiem i laureatem przeglądów, festiwali oraz konkursów chóralnych. Dużo nagrywa, stale rozszerza i wzbogaca repertuar, w którym obok muzyki dawnej znajdują swe miejsce dzieła twórców współczesnych m.in. Góreckiego, Koszewskiego, Krenza, Nikodemowicza, Pendereckiego, Szeligowskiego, Twardowskiego, Wiechowicza a szczególnie krakowianina Juliusza Łuciuka, który obdarzył Zespół wieloma dedykacjami. Od 6 lat występuje wspólnie z Zespołem Instrumentalnym „Ricercar”, rozszerzając swój repertuar o muzykę oratoryjną (Bach, Beethoven, Händel, Mozart, Vivaldi).
Akademicki Chór „Organum” koncertował niemal we wszystkich krajach europejskich oraz w USA. Szczególne znaczenie miały kilkakrotne występy w Watykanie dla Jana Pawła II. 
Dyrygentem i kierownikiem artystycznym zespołu jest do dzisiaj jego założyciel, Bogusław Grzybek. Siedzibą chóru jest budynek przy ul. Siennej 5 w Krakowie.